# Cislago
Cislago (Cislagh en el idioma local del varesotto) es una localidad y comune italiana de 10.458 de la provincia de Varese situada en la región de Lombardía.  Se encuentra en el medio entre Milan, Varese y Como. En el específico es en la carretera estatal Varesina que surge el pueblo de Cislago, que podría remontar a la época romana,  utilizada como aparcamiento en la ruta que, a partir de Milán y prosiguiendo paralelamente al río Olona, llegaba a las Alpes.  

## Evolución demográfica
| Gráfica de evolución demográfica de Cislago entre 1861 y 2001 |
|                                                               |
| Fuente ISTAT - elaboración gráfica de Wikipedia               |